# Nam Giang (Quảng Nam)
Nam Giang is een district in de Vietnamese provincies Quảng Nam. De hoofdplaats van Nam Giang is thị trấn Thạnh Mỹ.

## Geografie en topografie
Nam Giang ligt in een bergachtig gebied, in het westen van Quảng Nam tegen de grens met de provincie Sekong in de Democratische Volksrepubliek Laos. Nam Giang heeft ruim 20.000 inwoners op een oppervlakte van 1836,5 km².
Een belangrijke verkeersader is de Quốc lộ 14D. Deze weg splitst zich af van de Quốc lộ 14 ter hoogte van de xã Cà Dy bij de rivier de Cái. De Quốc lộ 14D zelf ligt op de linker oever van de Thanh. De Quốc lộ 14D steekt in xã La Dêê de grens met Laos over. In Laos gaat de weg verder naar Dak Cheung.
Door Nam Giang stromen een aantal rivieren. De grootste is de Cái, andere rivieren zijn bijvoorbeeld de Thanh en de Bùng.

### Administratieve eenheden
Nam Giang bestaat uit één thị trấn en elf xã's
- Thị trấn Thạnh Mỹ
- Xã Cà Dy
- Xã Chà Vàl
- Xã Chơ Chun
- Xã Đắc Pre
- Xã Đắc Pring
- Xã Đắc Tôi
- Xã La Dêê
- Xã La Êê
- Xã Tà Bhing
- Xã Tà Pơơ
- Xã Zuôih